# Sri Lanka Sevens 2017
Sri Lanka Sevens 2017 – trzecia edycja wchodzącego w skład mistrzostw Azji turnieju Sri Lanka Sevens przeznaczonego dla męskich reprezentacji narodowych w rugby 7. Odbyła się w dniach 14–15 października 2017 roku na Colombo Racecourse Ground w Kolombo będąc trzecim turniejem sezonu 2017.

## Informacje ogólne
Rozegrane na Colombo Racecourse Ground zawody były trzecim turniejem sezonu 2017 i wzięło w nich udział osiem reprezentacji. W pierwszym dniu drużyny rywalizowały w ramach dwóch czterozespołowych grup systemem kołowym o rozstawienie przed zaplanowaną na drugi dzień trzyrundową fazą pucharową. W turnieju triumfowali reprezentanci Hongkongu. Siedem przyłożeń zdobył w zawodach Chińczyk Changshun Shan, którzy zwyciężył także w klasyfikacji punktowej.

## Faza grupowa

### Grupa A
| 14 października 201711:14 | Korea Południowa | 28:21 | Sri Lanka | Colombo Racecourse Ground, Kolombo |
| 14 października 201711:14 |                  | 28:21 |           | Colombo Racecourse Ground, Kolombo |

| 14 października 201711:36 | Chiny | 20:7 | Chińskie Tajpej | Colombo Racecourse Ground, Kolombo |
| 14 października 201711:36 |       | 20:7 |                 | Colombo Racecourse Ground, Kolombo |

| 14 października 201714:10 | Korea Południowa | 26:7 | Chińskie Tajpej | Colombo Racecourse Ground, Kolombo |
| 14 października 201714:10 |                  | 26:7 |                 | Colombo Racecourse Ground, Kolombo |

| 14 października 201714:32 | Chiny | 7:28 | Sri Lanka | Colombo Racecourse Ground, Kolombo |
| 14 października 201714:32 |       | 7:28 |           | Colombo Racecourse Ground, Kolombo |

| 14 października 201717:06 | Korea Południowa | 12:10 | Chiny | Colombo Racecourse Ground, Kolombo |
| 14 października 201717:06 |                  | 12:10 |       | Colombo Racecourse Ground, Kolombo |

| 14 października 201717:28 | Sri Lanka | 33:0 | Chińskie Tajpej | Colombo Racecourse Ground, Kolombo |
| 14 października 201717:28 |           | 33:0 |                 | Colombo Racecourse Ground, Kolombo |

### Grupa B
| 14 października 201710:30 | Japonia | 28:7 | Malezja | Colombo Racecourse Ground, Kolombo |
| 14 października 201710:30 |         | 28:7 |         | Colombo Racecourse Ground, Kolombo |

| 14 października 201710:52 | Hongkong | 21:17 | Filipiny | Colombo Racecourse Ground, Kolombo |
| 14 października 201710:52 |          | 21:17 |          | Colombo Racecourse Ground, Kolombo |

| 14 października 201713:26 | Japonia | 29:5 | Filipiny | Colombo Racecourse Ground, Kolombo |
| 14 października 201713:26 |         | 29:5 |          | Colombo Racecourse Ground, Kolombo |

| 14 października 201713:48 | Hongkong | 34:5 | Malezja | Colombo Racecourse Ground, Kolombo |
| 14 października 201713:48 |          | 34:5 |         | Colombo Racecourse Ground, Kolombo |

| 14 października 201716:22 | Malezja | 19:17 | Filipiny | Colombo Racecourse Ground, Kolombo |
| 14 października 201716:22 |         | 19:17 |          | Colombo Racecourse Ground, Kolombo |

| 14 października 201716:44 | Japonia | 7:19 | Hongkong | Colombo Racecourse Ground, Kolombo |
| 14 października 201716:44 |         | 7:19 |          | Colombo Racecourse Ground, Kolombo |

## Faza pucharowa

### Cup
|  |                  |                  |                  |                  |    |           |           |                  |                   |                   |                   |       |       |
|  | Ćwierćfinały     | Ćwierćfinały     | Ćwierćfinały     |                  |    | Półfinały | Półfinały | Półfinały        |                   |                   | Finał             | Finał | Finał |
|  | Ćwierćfinały     | Ćwierćfinały     | Ćwierćfinały     |                  |    | Półfinały | Półfinały | Półfinały        |                   |                   | Finał             | Finał | Finał |
|  |                  |                  |                  |                  |    |           |           |                  |                   |                   |                   |       |       |
|  |                  |                  |                  |                  |    |           |           |                  |                   |                   |                   |       |       |
|  | Chiny            | Chiny            | 12               |                  |    |           |           |                  |                   |                   |                   |       |       |
|  | Chiny            | Chiny            | 12               |                  |    |           |           |                  |                   |                   |                   |       |       |
|  | Japonia          | Japonia          | 26               |                  |    |           |           |                  |                   |                   |                   |       |       |
|  | Japonia          | Japonia          | 26               |                  |    | Japonia   | Japonia   | 15               |                   |                   |                   |       |       |
|  |                  |                  |                  |                  |    | Japonia   | Japonia   | 15               |                   |                   |                   |       |       |
|  |                  |                  | Korea Południowa | Korea Południowa | 10 |           |           |                  |                   |                   |                   |       |       |
|  | Korea Południowa | Korea Południowa | Korea Południowa | Korea Południowa | 10 | 17        |           |                  |                   |                   |                   |       |       |
|  | Korea Południowa | Korea Południowa |                  |                  |    |           |           |                  |                   |                   |                   |       |       |
|  | Filipiny         | Filipiny         | 12               |                  |    |           |           |                  |                   |                   |                   |       |       |
|  | Filipiny         | Filipiny         | 12               |                  |    | Japonia   | Japonia   | 14               |                   |                   |                   |       |       |
|  |                  |                  |                  |                  |    |           | Japonia   | 14               |                   |                   |                   |       |       |
|  |                  |                  | Hongkong         | Hongkong         | 19 |           |           |                  |                   |                   |                   |       |       |
|  | Chińskie Tajpej  | Chińskie Tajpej  | Hongkong         | Hongkong         | 19 | 0         |           |                  |                   |                   |                   |       |       |
|  | Chińskie Tajpej  | Chińskie Tajpej  |                  |                  |    |           |           |                  |                   |                   |                   |       |       |
|  | Hongkong         | Hongkong         | 50               |                  |    |           |           |                  |                   |                   |                   |       |       |
|  | Hongkong         | Hongkong         | 50               |                  |    | Hongkong  | Hongkong  | 26               | Mecz o 3. miejsce | Mecz o 3. miejsce | Mecz o 3. miejsce |       |       |
|  |                  |                  |                  |                  |    | Hongkong  | Hongkong  | 26               | Mecz o 3. miejsce | Mecz o 3. miejsce | Mecz o 3. miejsce |       |       |
|  |                  |                  | Sri Lanka        | Sri Lanka        | 12 |           |           |                  |                   |                   |                   |       |       |
|  | Sri Lanka        | Sri Lanka        | Sri Lanka        | Sri Lanka        | 12 | 22        |           |                  |                   |                   |                   |       |       |
|  | Sri Lanka        | Sri Lanka        |                  |                  |    |           |           | Korea Południowa | Korea Południowa  | 5                 |                   |       |       |
|  | Malezja          | Malezja          | 5                |                  |    |           |           |                  | Korea Południowa  | 5                 |                   |       |       |
|  | Malezja          | Malezja          | 5                |                  |    |           |           | Sri Lanka        | Sri Lanka         | 22                |                   |       |       |
|  |                  |                  |                  |                  |    |           |           |                  | Sri Lanka         | 22                |                   |       |       |

| 15 października 201711:28 | Chiny | 12:26 | Japonia | Colombo Racecourse Ground, Kolombo |
| 15 października 201711:28 |       | 12:26 |         | Colombo Racecourse Ground, Kolombo |

| 15 października 201711:50 | Korea Południowa | 17:12 | Filipiny | Colombo Racecourse Ground, Kolombo |
| 15 października 201711:50 |                  | 17:12 |          | Colombo Racecourse Ground, Kolombo |

| 15 października 201712:12 | Chińskie Tajpej | 0:50 | Hongkong | Colombo Racecourse Ground, Kolombo |
| 15 października 201712:12 |                 | 0:50 |          | Colombo Racecourse Ground, Kolombo |

| 15 października 201712:34 | Sri Lanka | 22:5 | Malezja | Colombo Racecourse Ground, Kolombo |
| 15 października 201712:34 |           | 22:5 |         | Colombo Racecourse Ground, Kolombo |

| 15 października 201715:34 | Japonia | 15:10 | Korea Południowa | Colombo Racecourse Ground, Kolombo |
| 15 października 201715:34 |         | 15:10 |                  | Colombo Racecourse Ground, Kolombo |

| 15 października 201715:56 | Hongkong | 26:12 | Sri Lanka | Colombo Racecourse Ground, Kolombo |
| 15 października 201715:56 |          | 26:12 |           | Colombo Racecourse Ground, Kolombo |

| 15 października 201718:58 | Japonia | 14:19 | Hongkong | Colombo Racecourse Ground, Kolombo |
| 15 października 201718:58 |         | 14:19 |          | Colombo Racecourse Ground, Kolombo |

| 15 października 201718:14 | Korea Południowa | 5:22 | Sri Lanka | Colombo Racecourse Ground, Kolombo |
| 15 października 201718:14 |                  | 5:22 |           | Colombo Racecourse Ground, Kolombo |

### Plate
|  |                 |                 |           |                   |    |          |          |       |
|  | Półfinały       | Półfinały       | Półfinały |                   |    | Finał    | Finał    | Finał |
|  | Półfinały       | Półfinały       | Półfinały |                   |    | Finał    | Finał    | Finał |
|  |                 |                 |           |                   |    |          |          |       |
|  |                 |                 |           |                   |    |          |          |       |
|  | Chiny           | Chiny           | 10        |                   |    |          |          |       |
|  | Chiny           | Chiny           | 10        |                   |    |          |          |       |
|  | Filipiny        | Filipiny        | 26        |                   |    |          |          |       |
|  | Filipiny        | Filipiny        | 26        |                   |    | Filipiny | Filipiny | 19    |
|  |                 |                 |           |                   |    | Filipiny | Filipiny | 19    |
|  |                 |                 | Malezja   | Malezja           | 17 |          |          |       |
|  | Chińskie Tajpej | Chińskie Tajpej | Malezja   | Malezja           | 17 | 0        |          |       |
|  | Chińskie Tajpej | Chińskie Tajpej |           |                   |    |          |          |       |
|  | Malezja         | Malezja         | 17        |                   |    |          |          |       |
|  | Malezja         | Malezja         | 17        | Mecz o 3. miejsce |    |          |          |       |
|  |                 |                 |           |                   |    |          |          |       |
|  |                 |                 |           |                   |    |          |          |       |
|  |                 |                 |           |                   |    |          |          |       |
|  | Chiny           | Chiny           | 27        |                   |    |          |          |       |
|  | Chiny           | Chiny           | 27        |                   |    |          |          |       |
|  | Chińskie Tajpej | Chińskie Tajpej | 7         |                   |    |          |          |       |
|  | Chińskie Tajpej | Chińskie Tajpej | 7         |                   |    |          |          |       |

| 15 października 201714:20 | Chiny | 10:26 | Filipiny | Colombo Racecourse Ground, Kolombo |
| 15 października 201714:20 |       | 10:26 |          | Colombo Racecourse Ground, Kolombo |

| 15 października 201714:42 | Chińskie Tajpej | 0:17 | Malezja | Colombo Racecourse Ground, Kolombo |
| 15 października 201714:42 |                 | 0:17 |         | Colombo Racecourse Ground, Kolombo |

| 15 października 201717:24 | Filipiny | 19:17 | Malezja | Colombo Racecourse Ground, Kolombo |
| 15 października 201717:24 |          | 19:17 |         | Colombo Racecourse Ground, Kolombo |

| 15 października 201717:02 | Chiny | 27:7 | Chińskie Tajpej | Colombo Racecourse Ground, Kolombo |
| 15 października 201717:02 |       | 27:7 |                 | Colombo Racecourse Ground, Kolombo |

## Klasyfikacja końcowa
| Miejsce | Reprezentacja    | Punkty |
| ------- | ---------------- | ------ |
| 1       | Hongkong         | 12     |
| 2       | Japonia          | 10     |
| 3       | Sri Lanka        | 8      |
| 4       | Korea Południowa | 7      |
| 5       | Filipiny         | 5      |
| 6       | Malezja          | 4      |
| 7       | Chiny            | 2      |
| 8       | Chińskie Tajpej  | 1      |